# Plaça de Santa Eulàlia (Cardona)
La Plaça de Santa Eulàlia és una de les places existents a la vila de Cardona.

## Història
La seva situació era a l'epicentre de la vila primigènia, a la intersecció entre els tres camins principals que arribaven fins a Cardona i la pujada d'accés al castell.
A partir d'aquest indret sota domini vescomtal, la incipient vila es desenvolupà de llevant a ponent mitjançant la parcel·lació i edificació dels terrenys situats a banda i banda del camí de Calaf-la Segarra.
La concreció i definició d'aquest espai com a plaça de la vila del castell de Cardona entre la segona meitat del segle xii i tot el segle xiii va comportar que entorn d'aquesta es concentressin en planta baixa els diferents serveis públics subjectes al monopoli vescomtal, mentre que en els habitatges superiors se situaven les famílies properes a l'administració senyorial. Amb el pas dels segles, aquesta plaça va perdre protagonisme a favor d'altres espais públics de la vila com la Plaça del Mercat o el Firal (Plaça de la Fira), raó per la qual va passar a anomenar-se com la plaça de Santa Eulàlia, plaça de Santa Magdalena o plaça de les Cols. Aquest darrer nom respon a les activitats comercials que es desenvolupaven aquí. Mentre que el de Santa Magdalena i Santa Eulàlia es deuen a les dues capelles existents des del 1347-48.

## Elements destacats
S'hi pot trobar:
- La Capella de Santa Eulàlia, Construïda entre 1347 i 1348, d'estil gòtic.
- El Passadís de l'antic Hospital de Cardona, passadís amb arcs ogivals que comunica el carrer del Mercat amb la capella de Sta. Eulàlia. Element arquitectònic catalogat com IPA 16346.[3]
- la col·lecció de sal Josep Arnau[4]
- la porxada d'en Soler:Es tracta d'una estructura porxada que correspon a l'antic habitatge dels Soler, nissaga de ramaders i negociants locals enriquits. A principi del s.XIV van esdevenir senyors de la baronia veïna de Santa Maria d'Aguilar (Montmajor, Berguedà), mercès al control que exercien sobre les carnisseries de la vila i d'altres serveis sota el monopoli dels senyors del Castell de Cardona.[5]
- la casa Martines: Casal d'època gòtica (amb documentació del 15 de febrer de 1126) on van tenir lloc fets destacats al setge de 1711.

Sota la porxada s'hi podia trobar:
- la carnisseria del Crestó. Datada el 1348) era el local de pedra de la casa Soler on s'encabien les taules que els carnissers locals arrendaven per vendre al detall el crestó (un boc castrat) i d'altres tipus de carns.
- el Forn Jussà era el forn on sota el domini del senyor de Cardona, les famílies podien dur a coure el seu pa a canvi de cedir-ne una porció al forner. L'any 1711 durant el setge del castell per les tropes francoespanyoles, va ser destruït amb 6000 pans cuits i 4000 de pastats al seu interior.